# Gustav Adolf von Fahrensbach
Gustav Adolf Graf von Fahrensbach (Varrensbach) (* 1629 in Hauenstein; † 1689) war ein Pfandinhaber der Ämter Schwedt und Vierraden in der Mark Brandenburg, sowie später Besitzer der Herrschaften Neuschloß und Tschischkowitz in Böhmen.

## Leben
Gustav Adolf stammte aus der deutsch-baltischen Familie Fahrensbach. Er war Sohn des Georg Wolmar von Fahrensbach, aus dessen zweiter Ehe mit Agnes von Everstein.
Der brandenburgische Kurfürst hatte sich 1664 von Fahrensbach 25.000 Thaler geliehen und ihm dafür Stadt und Herrschaft Schwedt sowie Vierraden zum Pfand gegeben. 1670 wurde die Schuld durch die Gemahlin des Kurfürsten eingelöst.
Bereits 1655 erbte er Tschischkowitz in Böhmen, das er zwischen 1658 und 1665 von Giulio Broggio zu einem Barockschloss ausbauen ließ. 1675 ließ er mit seiner Gemahlin dort eine Pfarrkirche errichten, in der noch 1852 zu beider Andenken je ein Bildnis von ihm und seiner Ehefrau aufgehängt waren. Am 10. Dezember 1669 erwarb er von der Prager Universität die Dörfer Dietschan und Semeč, dann am 2. Juni 1670 wiederum vom Brandenburger Kurfürsten Neuschloß mit der Herrschaft Jimlín und Opočno. Seinen böhmischen Besitz vergrößerte er noch um Höfe in Hriwitz und Lippenz. In Neuschloß vollendete Gustav Adolf den bereits von Friedrich Wilhelm begonnenen Umbau des Schlosses. Weiterhin besaß er, ebenfalls aus mütterlichem Erbe, Koschtialow und Boretsch. Diese Güter waren jedoch mit verschiedenen Gläubigeransprüchen belegt, was Varrensbach ein Leben lang in Rechtsstreit hielt und ihn vermutlich auch veranlasste, einige polemische Medaillen diesbezüglich herauszugeben.
Er war Reichshofrat und Kämmerer, wurde als solcher am 18. September 1677 im Grafenstand mit den Prädikaten Hoch- und Wohlgeboren bestätigt.
Gustav Adolf war Mitglied der Fruchtbringenden Gesellschaft mit dem Namen der Liebkosende.
Auf Neuschloss führte er ein aufwendiges oder gar skandalöses gesellschaftliches Leben. Weiterhin war Gustav Adolf ein großer Pferdeliebhaber und unterhielt eben dort eine bekannte Pferdezucht.
Fahrensbach heiratete nach dem 13. Juli 1663 Maria Sidonia Reichsgräfin von Schlick zu Passaun und Weißkirchen († 1691). Die Ehe blieb kinderlos. Er verstarb 1689 als letzter Vertreter seine Familie im Heiligen Römischen Reich. Die Eheleute ruhen nebeneinander in der Kapuziner Kirche Svatá Ludmila in Leitmeritz.